# Lecanoromycetidae
Sous-classe
Les Lecanoromycetidae sont une sous-classe de champignons de la classe des Lecanoromycetes, dans la division des Ascomycota.

## Liste des ordres
Selon MycoBank (14 juin 2021) :
- Caliciales
- Calycidiaceae
- Gyalectales
- Helocarpaceae
- Lecanorales
- Lecideales
- Peltigerales
- Rhizocarpales
- Sporastatiales
- Sporastatiales
- Teloschistales